# ペリー郡 (ペンシルベニア州)
ペリー郡（英: Perry County）は、アメリカ合衆国ペンシルベニア州の中央部に位置する郡である。2010年国勢調査での人口は45,969人であり、2000年の43,602人から5.4%増加した。郡庁所在地はニューブルームフィールド・ボロ（人口1,247人）であり、同郡で人口最大の町はメアリーズビル・ボロ（人口2,534人）である。ペンシルベニア州の人口重心が郡内ダンキャノン・ボロにある。タイロン・タウンシップにある法人化村、グリーンパークは、郡西端のコノコチーグ山と、東端のサスケハナ川の中間点にある。
ペリー郡は他の2郡と共にハリスバーグ・カーライル大都市圏を構成している。

## 歴史
ペリー郡は元々カンバーランド郡の一部だった。郡民が郡庁所在地のカーライルまで山を越えて行くことを望まなかったこともあって、1820年に分離設立された。郡庁所在地は公式にはブルームフィールドだが、ニューブルームフィールドと呼ばれることが多い。ペリー郡が創設されたのは1820年3月22日であり、郡名は米英戦争の英雄オリバー・ハザード・ペリーに因んで名付けられた。ペリーは郡創設の前年に死んでいた。

## 地理
アメリカ合衆国国勢調査局に拠れば、郡域全面積は556平方マイル (1,439 km2)であり、このうち陸地554平方マイル (1,434 km2)、水域は2平方マイル (6 km2)で水域率は0.40%である。

### 隣接する郡
- ジュニアータ郡 - 北
- ノーサンバーランド郡 - 北東
- ドーフィン郡 - 東
- カンバーランド郡 - 南
- フランクリン郡 - 南西

## 人口動態
以下は2000年国勢調査による人口統計データである。
| 基礎データ - 人口: 43,602人 - 世帯数: 16,695 世帯 - 家族数: 12,320 家族 - 人口密度: 30人/km2（79人/mi2） - 住居数: 18,941 軒 - 住居密度: 13軒/km2（34軒/mi2） 人種別人口構成 - 白人: 98.54% - アフリカン・アメリカン: 0.43% - ネイティブ・アメリカン: 0.12% - アジア人: 0.15% - 太平洋諸島系: 0.01% - その他の人種: 0.21% - 混血: 0.54% - ヒスパニック・ラテン系: 0.69% 先祖による構成 - ドイツ系：45.8% - アメリカ人：16.4% - アイルランド系：7.8% - イギリス系：5.0% 言語による構成 - 英語：96.8% - スペイン語：1.2% | 年齢別人口構成 - 18歳未満: 25.5% - 18-24歳: 7.4% - 25-44歳: 29.8% - 45-64歳: 25.1% - 65歳以上: 12.3% - 年齢の中央値: 38歳 - 性比（女性100人あたり男性の人口） - 総人口: 98.4 - 18歳以上: 96.9 世帯と家族（対世帯数） - 18歳未満の子供がいる: 33.2% - 結婚・同居している夫婦: 61.6% - 未婚・離婚・死別女性が世帯主: 7.8% - 非家族世帯: 26.2% - 単身世帯: 21.7% - 65歳以上の老人1人暮らし: 9.3% - 平均構成人数 - 世帯: 2.58人 - 家族: 3.01人 |

## 政治
ペリー郡は州内でも共和党の強い地盤である。2004年アメリカ合衆国大統領選挙では、共和党のジョージ・W・ブッシュが郡総投票数の72%、13,919票を得票し、28%、5,423票の民主党ジョン・ケリーに大差を付けた。やや民主党寄りであるペンシルベニア州では、ケリーが2.5%差でブッシュを制した。1964年以降の大統領選挙では一貫して共和党候補を支持している。2006年の州知事選挙では共和党のリン・スワンに69%、9,998票を与え、対抗する民主党エド・レンデルは31%、4,477票に終わった。同年のアメリカ合衆国上院議員選挙では共和党現職のリック・サントラムが60%以上の支持を得た。ただしスワンもサントラムも州全体で落選した。

## 都市と町

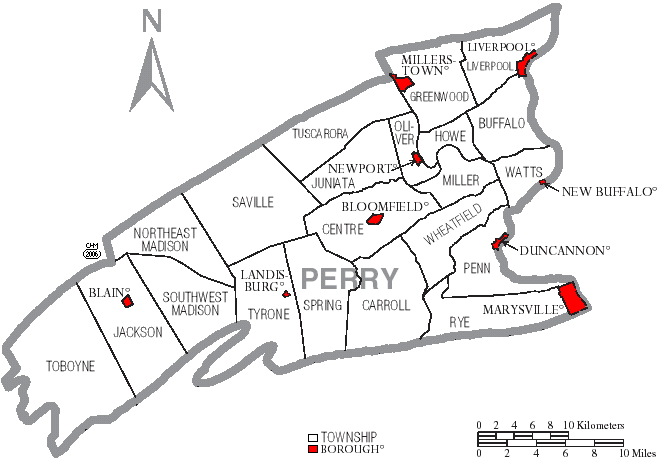
ペリー郡の自治体、ボロは赤、タウンシップは白

ペンシルベニア州法の下では4種類の自治体がある。市、ボロ、タウンシップ、町である。

### ボロ
| - ブレイン - ブルームフィールド - ダンキャノン - ランディスバーグ - リバプール | - メアリーズビル - ミラーズタウン - ニューバッファロー - ニューポート |

### タウンシップ

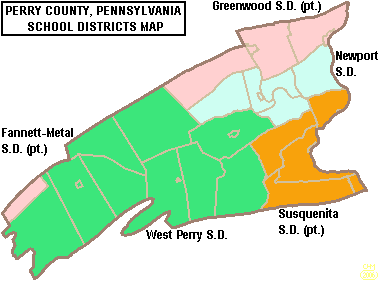
ペリー郡教育学区の区分図

| - バッファロー - キャロル - センター - グリーンウッド - ハウ - ジャクソン - ジュニアータ | - リバプール - ミラ - ノースイーストマディソン - オリバー - ペン - [ライ - サビル | - サウスウェストマディソン - スプリング - トボイン - タスカローラ - タイロン - ワッツ - ウィートフィールド |

## 教育

### 公共教育学区
- ファネット・メタル教育学区（一部はフランクリン郡内）
- グリーンウッド教育学区（一部はジュニアータ郡内）
- ニューポート教育学区
- サスケニタ教育学区（一部はドーフィン郡内）
- ウェストペリー教育学区

### 中間ユニット
首都圏中間ユニット（第15）は州が認定した教育機関である。この機関はペリー郡各教育学区、チャータースクール、家庭教育を受けた生徒に対して、様々なサービスを行っている。例えばペンシルベニア州学術標準でマッピングされ、調整された幼稚園生から12年生まで完璧に開発されたカリキュラム、共有サービス、合同購買計画、さらには幅広い特別教育、特殊需要に合わせた講習などである。

### 私立学校
ペンシルベニア州教育省に登録される私立学校は次の通りである。
- ブルーグース子供学習センター - ニューポート
- カーソン・ロング士官学校
- クラークスラン教区学校 - ブレイン
- コミュニティ・クリスチャン・アカデミー - ニューポート
- ファームレーン学校 - アイクスバーグ
- ファウラーズホロー学校 - ブレイン
- ヘリテージ・クリスチャン学校 - ウェストペリー
- ハニーサックルリッジ学校 - エリオッツバーグ
- カドリーベア・チャイルドケアセンター - ダンキャノン
- ロイスビル・青年開発センター - ロイスビル
- マナッサ学校	- ブレイン
- メシア・デイケアセンター - エリオッツバーグ
- マウンテンビュー教区学校 - アイクスバーグ
- ペリービュー教区学校 - ランディスバーグ
- ラクーンバレー・アーミッシュ学校 - ミラーズタウン
- シャーマンズビュー学校 - ロイスビル
- ストーニーポイント学校 - ロイスビル
- サンセットバレー学校 - ミラーズタウン

### 実業学校
- 中央ペンシルベニア・ディーゼル大学 - リバプール

### 図書館
- ブルームフィールド公共図書館
- 西ペリー郡コミュニティ図書館
- メアリーズビル・ライ公共図書館
- ニューポート公共図書館[11]

## メディア
郡内では4つの週刊紙が発行されている。3つはペリー郡とジュニアータ郡のアドバンス・パブリケーションズが、ハリスバーグのパトリオット・ニューズと提携して発行している「ダンキャノン・レコード」、「ニューズ・サン」、「ペリー郡タイムズ」である。もう一つはカンバーランド郡カーライルのザ・センティネルが発行するペリー郡ウィークリーであり、アイオワ州ダベンポートのリー・エンタープライズが発行者である。